# Océane Dodin
Océane Dodin (n. 24 octombrie 1996, Lille, Franța) este o tenismenă profesionistă franceză. Cea nai bună clasare a sa la simplu este locul 46 mondial, în iunie 2017. Dodin a câștigat Coupe Banque Nationale 2016 din Québec, ca parte a Turului WTA și alte douăsprezece titluri de simplu pe Circuitul ITF.